# 海堂薫
海堂薫（かいどう かおる）は、許斐剛作の漫画作品およびそれを原作としたアニメ『テニスの王子様』、『新テニスの王子様』に登場する架空の人物である。アニメ版の声優は喜安浩平。実写映画版の俳優は鯨井康介。ミュージカル版の俳優はミュージカル・テニスの王子様/2ndシーズン/3rdシーズン/4thシーズンを参照のこと。

## プロフィール
- 学校：青春学園中等部
- 学年：2年7組4番
- 所属委員会：なし
- 誕生日：5月11日
- 星座：おうし座
- 血液型：B型
- 身長：173cm→174cm
- 体重：57kg
- 足のサイズ：26.5cm
- 視力：左右1.5
- 利き腕：右
- 使用メーカー
  - ラケット：HEAD（TiS7）
  - シューズ：PUMA（セルファクターPT06340067）
- プレイスタイル：カウンターパンチャー[1]

### ステータス
【スピード - 3 /パワー - 3 /スタミナ - 4.5 / メンタル - 3 /テクニック - 3】

## 人物
通称「マムシ」。トレードマークのバンダナは、登場して間もない頃から定着。同じ部内の2年生・桃城武とはしょっちゅうケンカしているが、良きライバルでもある。校内ランキング戦で越前リョーマがレギュラーメンバーの中で初めて試合した相手でもある（結果は敗北）。人付き合いが苦手で無口、少々血の気が多くケンカっ早い部分もあり、加えて目つきの鋭い強面であるため、他人から誤解を受けることが多いが、実際は礼儀正しく常識をわきまえ、正義感の強い人物である。母親が自慢かつ自画自賛するほどの理想的な一般家庭の育ちでもある。また、ネコをはじめとする小動物が好きという一面も持ち合わせる。大変な努力家であり、日夜のトレーニングを欠かすことがなく、1日の走行距離は平均25キロ。
持ち前の精神力による持久力と「スネイク」により相手の体力を奪い、そのことにより集中力をも奪われた相手をじわじわいたぶるようなプレイが得意。地区予選決勝の不動峰戦ではS3で神尾と対戦。序盤は神尾のスピードに押されて「スネイク」も打ち返され、やけになって「ブーメランスネイク」を試みるもミスを連発。それでもスミレの叱咤で自分のテニス、すなわち粘り強さを生かす戦いで盛り返し、勝利した。都大会準々決勝の聖ルドルフ戦では「ブーメランスネイク」がまだシングルスコートに入れられずに未完成だったことと、ライバルである桃城が、それを見せられたら燃えるであろうという性格を考慮した乾の考えで、ダブルスで桃城と出場し、柳沢・木更津ペアと対戦。観月のデータに基づいた苦手コースばかりを狙われ、「スネイク」を打てず苦戦するも、データに無かった「ブーメランスネイク」を打ったことで流れを変えた。最終的には桃城の「ダンクスマッシュ」を喰らった柳沢の気絶により、棄権勝ち。
元々はシングルスプレイヤー希望であり、シングルスのための技である「ブーメランスネイク」習得のため乾と特訓をしていた。しかし、リョーマ、手塚、不二がいる以上シングルスでの出場は難しい現状であることを伝えた乾からペアを組もうと誘われ、それに応じ、関東大会の氷帝戦以降、何度も乾とダブルスで出場するようなる。最終的には全国でも通用するペアになった。全国大会では全試合ダブルスで出場しており、4試合中3試合で乾とペアを組み、比嘉の新垣・不知火ペア、氷帝の向日・日吉ペアには勝利を収めている（OVAでは比嘉戦はパワーリストを付け、サーブ以外での乾の手助け無し、スネイク無しで、相手を棄権負けさせて勝利したほどの体力を見せ付けた)。3年生の引退後、手塚の後を継いでテニス部の部長となった。
技は基本「スネイク」オンリーだが、六里ヶ丘中との草試合では柳生とダブルスを組み、入れ替わりプレイで「レーザービーム」、四天宝寺戦では「ダンクスマッシュ」と「ジャックナイフ」を使用したことがある。
『新-』では、U-17日本代表合宿に参加。脱落を賭けたタイブレークマッチで手塚と対戦し、部長としての心構えを教えられた上で敗北。その後、崖の上のコートでの特訓を経て、「革命軍」として2番コートに所属。1軍入れ替え戦発表後、真田と持久走でパワーアップを図る最中、種ヶ島にマイドリンクを盗まれる。

## 得意技
スネイク
鋭い角度の変化を見せるバギーホイップショット。基本的にはこの技を用いて左右に走らせることにより相手のスタミナを奪い、じわじわと追い詰める。
ブーメランスネイク
スネイクのモーションから繰り出されるポール回し。地区大会の神尾戦で足を滑らしたことにより偶然成功した技であったが都大会ではある程度完成させる。関東大会初戦まではダブルスのコートにしか叩き込めず、未完成の技であったが、乾のアドバイスである手拭いを用いた素振りを行うことでシングルスコートに叩き込めるようになる。あまりにも常識離れした角度のポール回しであることから、未完成のものでさえも「（失敗しているが）それでもあの角度はありえない」と驚愕したものも少なくなく、情報を綿密に拵えて自分と桃城のペアを圧倒した聖ルドルフにも、このショットを出したことで「ありえないデータ」と動揺させたことが勝利の一因ともなり、跡部でさえも「これ程のポール回しを打つ2年がいるとは」と認めさせた。なお、この技の命名者はカチローで、単行本のおまけでは本人の意思に反してこの名前で定着してしまったことに困惑する海堂の姿が描かれた。
ショートスネイク
スネイクをボレーに応用した技。ギリギリでコースを変える「リバーススネイク」という技も存在する。
トルネードスネイク
同じモーションから数百種類ものジャイロ回転を放つスネイク。
リバーススネイク
通常のスネイクと逆の軌道を描くショット。
ジャイロレーザー
ジャイロ回転を加えたレーザービーム。本家・柳生のレーザーよりも速い。「スネイク」と同じモーションから繰り出されるため、同じモーションから曲球と直球を打つ事が出来ることから、乾と柳生に「無敵」と言わせた。
悪魔（デビル）化
怒りで我を忘れることで飛躍的に運動能力が上昇するが、精神の崩壊につながりかねない諸刃の剣。海堂はパートナーの乾が悪魔化した切原にボコボコにされた際に悪魔化したが、直後に乾になだめられ、すぐ元に戻った。

## キャラクターソング

### シングル
|     | 発売日        | タイトル       | 規格品番   |
| --- | ------------- | -------------- | ---------- |
| 1st | 2002年8月7日  | Chain Reaction | NECM-11006 |
| 2nd | 2004年9月23日 | 世界は変わる   | NECM-10009 |

### アルバム
|     | 発売日        | タイトル | 規格品番   |
| --- | ------------- | -------- | ---------- |
| 1st | 2007年9月12日 | 蛇ガラ   | NECA-30202 |